# Округ Ферфилд (Охајо)
Округ Ферфилд (енгл. Fairfield County) је округ у америчкој савезној држави Охајо.

## Демографија
По попису из 2010. године број становника је 146.156, што је 23.397 (19,1%) становника више него 2000. године.
| Група             | 2000.           | 2010.           |
| Белци             | 116.201 (94,7%) | 130.377 (89,2%) |
| Афроамериканци    | 3.274 (2,7%)    | 8.702 (6,0%)    |
| Азијати           | 890 (0,7%)      | 1.645 (1,1%)    |
| Хиспаноамериканци | 993 (0,8%)      | 2.510 (1,7%)    |
| Укупно            | 122.759         | 146.156         |